# ジャパコンTV
『コンテンツビジネス最前線 ジャパコンTV』（コンテンツビジネスさいぜんせん ジャパコンティービー、英語表記：JAPA-CON TV）は、2011年から2014年までBSフジで放送されていた情報番組。後継番組『ジャパコン★ワンダーランド』（英語表記：JAPACON★WONDERLAND）、『ジャパコンpresents エージェントHaZAP』→『ジャパコンProject エージェントHaZAP』、『ジャパコンProject 二次元領域拡大通信』についても記述する。

## 概要
毎回、アニメ・ゲーム・漫画・ファッションといった、日本を代表する大衆文化（サブカルチャー）「ジャパンコンテンツ（ジャパコン）」に関するテーマを複数取り上げた。
番組名は、基本的に「ジャパコンTV」と呼称・表記されることが多かった。また、番組内では略称として「JCTV」という名称も使用されていた。
番組はVTRを除き、全編を通してアニメーションで進行した。ワイドショーのようにスタジオからキャラクターが話題を提供するほか、多くのインタビューでもキャラクターが直接インタビューを行っているという演出が採られていた。
開始当初は不定期の特別番組として放送されていたが、第4回のエンディングで2012年4月より月1回の頻度でレギュラー化されることが発表され、あわせて、レギュラー化以降のオープニングムービーを『ヱヴァンゲリヲン新劇場版』で知られるスタジオカラーが手がけることも発表された。またレギュラー化に伴い、放送枠を「ジャパコン24」と題し、毎月第1・2週のうちに『ジャパコンTV』を、第3・4週のうちに1つのテーマからビジネス視点で検証する『ジャパコン24』を放送していたが、同年7月より放送する順番を入れ替え、毎月第1・2週のうちに『ジャパコン24』を、第3・4週のうちに『ジャパコンTV』を放送していた。しかし、後に『ジャパコン24』は2013年2月限りで終了、毎月1回・金曜日の翌日（毎月1回・金曜日深夜）に『ジャパコンTV』を放送、再放送は不定期になっていた。第29回（2014年11月7日放送）のエンディングで「藤小梅の海外転勤により、充電期間に入る」として、レギュラー放送の終了が発表された。
その後『ジャパコン★ワンダーランド』が2015年4月6日から2016年9月19日まで放送された。放送日時は（原則）毎月第1・第3月曜日 24:30 - 25:00（第1・第3火曜日未明）。
2017年4月7日から2018年3月16日まで、『ジャパコンpresents エージェントHaZAP』を毎月第1・第3金曜日 24:00 - 24:30（第1・第3土曜日未明）に放送。番組名の「HaZAP」は「Habitable Zone Augmentation Project（生存領域拡大計画）」を意味し、「オタクの生存領域を世界に広げる」をテーマにCrunchyrollとも連携し世界に日本コンテンツを訴求する番組である。第13回（2017年10月7日）から、『ジャパコンProject エージェントHaZAP』に改題。
2018年4月6日から2024年3月1日まで、『ジャパコンProject 二次元領域拡大通信』を毎月第1金曜日 24:00 - 24:30（第1土曜日未明）に放送。架空の通信社「二次元通信」を舞台に吉田尚記が編集長役、瀬斗と江原が記者役として最新の二次元関連情報を取材する形である。第72回（2024年3月1日放送）をもってレギュラー放送が終了、以降は不定期の特別番組として放送される予定。

## 登場人物・出演者
- 台場 ミサキ（だいば みさき、声 - 豊崎愛生） - 『ジャパコン★ワンダーランド』では司会を担当
- 藤 小梅（ふじ こうめ、声 - 高垣彩陽） - 『ジャパコン★ワンダーランド』では海外駐在員を担当
- 乙産 軽一郎（おつうみ けいいちろう、声 - 鷲崎健）
- GNU（ぐにゅ、声 - やまだん）
- メインナレーション（水沢史絵（TV）、青木瑠璃子、冨岡美沙子（ワンダーランド））

### 『ジャパコン★ワンダーランド』より登場
- 八玉 詩（やたま しらべ、声 - 陽向さおり）
- 真木菜 零（まきな れい、声 - 湯浅かえで）
- 姉小路 めもる[注 7]（あねやこうじ めもる、声 - 久保田未夢）
- MEM（めむ、声 - 久保ユリカ）
- 八文字 ジェシカ（はちもんじ じぇしか、声 - 青木瑠璃子）
- 粉雪 まみれ（こなゆき まみれ、声 - 冨岡美沙子）

### エージェントHaZAP
- 情報統括官「Y-O-P-P-Y」：吉田尚記（ニッポン放送アナウンサー）
- エージェント
  - 統括補佐官「メイ」：佐々木琴子（当時乃木坂46）[2][3][4]
  - 統括補佐官「AA-035」：鈴木絢音（乃木坂46）[2][3][4]
  - ラミア：瀬斗光黄（風男塾）
  - マテリアル調達官「リリ」：江原裕理
- ナレーション「AI音声エージェント『ヴォクス』」：田所あずさ

### 二次元領域拡大通信
- 二次元編集長：吉田尚記（ニッポン放送アナウンサー）
- 記者：野口衣織（=LOVE） ※2020年5月より
- ナレーション：久保田未夢（i☆Ris） ※2018年3月より

#### 過去
- 瀬斗光黄（風男塾）※スタート時
- 江原裕理 ※スタート時
- 佃煮のりお（漫画家） ※〜2020年3月
- 犬山たまき（VTuber） ※〜2020年3月

## 特集テーマ
以下は不定期版の内容。
| 回数   | テーマ                                                   | 取り上げられた企業・イベント・作品・アーティストなど                           |
| ------ | -------------------------------------------------------- | ------------------------------------------------------------------------------ |
| 第1回  | 世界で成功を収めた「爆丸」ビジネスを検証!                | 爆丸                                                                           |
| 第1回  | ガールズファッション。109に中国人観光客が急増!?          | SHIBUYA 109                                                                    |
| 第1回  | 異例の大ヒットを記録した、恋愛体験シミュレーションゲーム | ラブプラス                                                                     |
| 第2回  | 世界に発進! 日本のおもちゃ                               | タカラトミー                                                                   |
| 第2回  | ジャパコンニュース                                       | お台場 痛車イベント、アニメエキスポ2011、ジャパンエキスポ2011、May'n           |
| 第2回  | 日本のコンテンツ業界を変える! 若手経営者たち             | P.A.WORKS、ufotable、ニトロプラス、グッドスマイルカンパニー                    |
| 第2回  | 世界に響け! Vショック                                    | DNR、ゴールデンボンバー、Exist†trace                                           |
| 第2回  | ゲームを創ろう! 秋葉原で何が起きているのか?              | 9leap                                                                          |
| 第2回  | 検証! 日本の電子書籍                                     | ソニー、赤松健、Adobe                                                          |
| 第2回  | 大手芸能事務所が参入! どうなる? 声優・アニソンビジネス   | ホリプロ、MAGES.、スペースクラフト、Kalafina                                   |
| 特別編 | 徳島から世界へ 〜コンテンツ産業の未来 マチ☆アソビ        | マチ☆アソビ                                                                    |
| 第3回  | “遊ぶ”から“つながる”へ 〜進化するゲーム業界の未来        | ソニー・コンピュータエンタテインメント、ブシロード                             |
| 第3回  | 世界のアニメイベントMAP 2011                             | ジャパンエキスポ2011、アニメエキスポ2011、アニメフェスティバルアジア2011、LISA |
| 第3回  | 日本のCG業界を切り開く経営者たち                         | デジタル・フロンティア、サンジゲン、サイバーコネクトツー                       |
| 第3回  | ジャパコン TOPICS                                        | 初音ミク                                                                       |
| 第4回  | 経済効果100億以上! ご当地ヒーローたちの熱き戦い!!        | 超神ネイガー、琉神マブヤー                                                     |
| 第4回  | 2012劇場版アニメのビジネス戦略                           | ももへの手紙                                                                   |
| 第4回  | オトメゴコロをつかむ経営者たち                           | コスパ、ボークス、アイデアファクトリー                                         |
| 第4回  | 世界の子供たちに届け! 日本発グローバル事業スタート!!     | セガトイズ                                                                     |

## 放送日時
放送局はBSフジのみ。

### 本放送

#### ジャパコンTV
| 回数      | 放送日                       | 放送時間             | 備考                                                |
| --------- | ---------------------------- | -------------------- | --------------------------------------------------- |
| 第1回     | 2011年3月27日                | 0時00分 - 1時30分    | [ 5 ]                                               |
| 第2回     | 2011年7月30日                | 23時30分 - 翌1時00分 | [ 6 ] [ 7 ]                                         |
| 特別編    | 2011年10月30日               | 1時30分 - 2時25分    | 回数にはカウントされていない                        |
| 第3回     | 2011年12月17日               | 23時30分 - 翌1時00分 | [ 9 ]                                               |
| 第4回     | 2012年3月18日                | 0時30分 - 2時00分    | ここまで、土曜日深夜に不定期放送                    |
| 第5〜33回 | 2012年4月7日 - 2014年11月8日 | 0時00分 - 0時55分    | ここから、金曜日深夜（土曜日未明）に月1回の定期放送 |

#### ジャパコン★ワンダーランド
| 放送日                        | 放送時間          | 備考                                           |
| ----------------------------- | ----------------- | ---------------------------------------------- |
| 2015年4月7日 - 9月8日         | 0時25分 - 0時55分 | 毎月第1・第3月曜日深夜（火曜日未明）の定期放送 |
| 2015年10月6日 - 2016年9月20日 | 0時30分 - 1時00分 | 毎月第1・第3月曜日深夜（火曜日未明）の定期放送 |

#### エージェントHaZAP
| 放送日                       | 放送時間          | 備考                                           |
| ---------------------------- | ----------------- | ---------------------------------------------- |
| 2017年4月8日 - 2018年3月17日 | 0時00分 - 0時30分 | 毎月第1・第3金曜日深夜（土曜日未明）の定期放送 |

#### 二次元領域拡大通信
| 放送日                      | 放送時間          | 備考                                      |
| --------------------------- | ----------------- | ----------------------------------------- |
| 2018年4月7日 - 2024年3月2日 | 0時00分 - 0時30分 | 毎月第1金曜日深夜（土曜日未明）の定期放送 |

### 再放送

#### ジャパコンTV
| 回数    | 放送日                                    | 放送時間                            | 備考                                           |
| ------- | ----------------------------------------- | ----------------------------------- | ---------------------------------------------- |
| 第1回   | 2011年6月12日 2011年10月16日              | 2時30分 - 4時00分 1時00分 - 2時30分 | [ 11 ]                                         |
| 第2回   | 2011年8月21日 2011年10月16日 2012年1月2日 | 2時30分 - 4時00分 2時00分 - 3時30分 |                                                |
| 特別編  | 2012年1月22日                             | 4時00分 - 4時55分                   | [ 12 ]                                         |
| 第3回   | 2012年1月2日 2012年1月22日                | 3時30分 - 5時00分 2時00分 - 3時30分 |                                                |
| 第4回   | なし                                      | -                                   | ここまで、土曜日深夜（日曜日未明）に不定期放送 |
| 第5回〜 | 不定期                                    | 不定時                              | 回によっては再放送されず                       |

#### ジャパコン★ワンダーランド
不定期

#### エージェントHaZAP
不定期

#### 二次元領域拡大通信
不定期

### ジャパコン特別篇
『ジャパコン★ワンダーランド』レギュラー放送終了後から『エージェントHaZAP』放送までの特別番組を記述。
| 放送日         | 放送時間          | テーマ                                                    |
| -------------- | ----------------- | --------------------------------------------------------- |
| 2016年10月18日 | 0時30分 - 1時25分 | 密着 アニメロサマーライブ2016                             |
| 2016年12月20日 | 0時30分 - 1時25分 | 第25回まんが甲子園大特集                                  |
| 2017年2月7日   | 0時30分 - 1時25分 | 鈴木このみ 20歳の約束                                     |
| 2017年3月28日  | 0時30分 - 1時25分 | ランキング、はじめました!!〜あなたのオススメどこですか?〜 |

## スタッフ

### ジャパコンTV
ここでは通常放送回について挙げる。
- 編集 - 大西達也（アルジー）
- MA - 鳶欽也（アルジー）
- 音響効果 - イ・ジョンホ
- 構成 - 隅垣ふとし（スクワイヤ）
- CG - 大西達也（アルジー）
- ディレクター - 関本文彦、菅衆人（アルジー）
- 総合演出 - 福田啓介（アルジー） ※ジャパコン★ワンダーランドから
- 編成 - 大森慎二（BSフジ）、
- プロデューサー - 和氣紀子（BSフジ）、黒柳法子（BSフジ）、村澤賢一（アルジー）
- 企画・プロデュース - 伊藤幸弘（BSフジ）
- 制作 - アルジー
- 制作著作 - BSフジ

#### 過去
- ブレイン - 八木靖生、藤田建次、数土直志
- キャラクターデザイン - 大沖
- アニメーション&CG - 吾奏伸（ASSAwSSIN）（戯）
- 旧オープニングアニメーション - 田中達之
- 新オープニングアニメーション - スタジオカラー（監督：平松禎史）
- ディレクター - 大藏元宣、稲見一茂、古俣晋、瀬口美夕紀
- 総合演出 - 福田啓介（ジャパコン★ワンダーランドから）
- プロデューサー - 小掛慎太郎（電通）、古賀隆介、荒川桂輔（NEXTEP）→中島知子、正木友美子（クリーク・アンド・リバー社）、角猛
- チーフプロデューサー - 渡辺哲也（電通）、須藤景子、秋月里江子（NEXTEP）（3名共途中まで）
- エグゼクティブプロデューサー - 守屋徹（BSフジ）、服部洋（電通、途中まで）
- 制作 - トリックスター（不定期版 第1回）、TimeWarp（不定期版 第2〜4回）、NEXTEP→クリーク・アンド・リバー社（レギュラー版）
- 制作著作 - BSフジ、電通（途中まで）